# Bétheniville
Bétheniville je francouzská obec v departementu Marne v regionu Grand Est. V roce 2013 zde žilo 1 244 obyvatel.

## Poloha
Obec leží u hranic departementu Marne s departementem Ardensko. Sousední obce jsou: Aussonce (Ardensko), Hauviné (Ardensko), La Neuville-en-Tourne-à-Fuy (Ardensko), Pontfaverger-Moronvilliers, Saint-Clément-à-Arnes (Ardensko) a Saint-Hilaire-le-Petit.

## Vývoj počtu obyvatel
Počet obyvatel